# 2016-os WEC bahreini 6 órás verseny
| Pályarajz | Pályarajz                   | Pályarajz                                              |
| --------- | --------------------------- | ------------------------------------------------------ |
|           |                             |                                                        |
| Győztesek |                             |                                                        |
| Kategória | Csapat                      | Versenyzők                                             |
| LMP1      | #8 Audi Sport Team Joest    | Loïc Duval Lucas di Grassi Oliver Jarvis               |
| LMP2      | #26 G-Drive Racing          | Roman Ruszinov Alex Brundle René Rast                  |
| LMGTE Pro | #95 Aston Martin Racing     | Nicki Thiim Marco Sørensen                             |
| LMGTE Am  | #88 Abu Dhabi-Proton Racing | Háled al-Kúbáisi Patrick Long David Heinemeier Hansson |

A 2016-os WEC bahreini 6 órás verseny a Hosszútávú-világbajnokság 2016-os szezonjának kilencedik és egyben utolsó futama volt, amelyet november 17. és november 19. között tartottak meg a  Bahrain International Circuit versenypályán. A fordulót Loïc Duval, Lucas di Grassi és Oliver Jarvis triója nyerte meg, akik a hibridhajtású Audi Sport Team Joest csapatának versenyautóját vezették. Marc Lieb, Romain Dumas és Neel Jani triója ezen a versenyen biztosították be a világbajnoki címet.

## Időmérő
A kategóriák leggyorsabb versenyzői vastaggal vannak kiemelve.
| Poz. | Kategória | Csapat                        | Átlagidő      | Különbség | Rajthely |
| ---- | --------- | ----------------------------- | ------------- | --------- | -------- |
| 1.   | LMP1      | #8 Audi Sport Team Joest      | 1:39,207      |           | 1        |
| 2.   | LMP1      | #1 Porsche Team               | 1:39,471      | +0,264    | 2        |
| 3.   | LMP1      | #2 Porsche Team               | 1:39.669      | +0,462    | 3        |
| 4.   | LMP1      | #7 Audi Sport Team Joest      | 1:39,698      | +0,491    | 4        |
| 5.   | LMP1      | #6 Toyota Gazoo Racing        | 1:40,222      | +1,015    | 5        |
| 6.   | LMP1      | #5 Toyota Gazoo Racing        | 1:40,776      | +1,569    | 6        |
| 7.   | LMP1      | #13 Rebellion Racing          | 1:45,091      | +5,884    | 7        |
| 8.   | LMP2      | #36 Signatech Alpine          | 1:49,640      | +10,483   | 8        |
| 9.   | LMP2      | #44 Manor                     | 1:50,034      | +10,827   | 9        |
| 10.  | LMP2      | #43 RGR Sport by Morand       | 1:50,410      | +11,203   | 10       |
| 11.  | LMP2      | #30 Extreme Speed Motorsports | 1:50,685      | +11,593   | 11       |
| 12.  | LMP2      | #45 Manor                     | 1:50,800      | +11,864   | 12       |
| 13.  | LMP2      | #31 Extreme Speed Motorsports | 1:51,071      | +11,978   | 13       |
| 14.  | LMP2      | #35 Baxi DC Racing Alpine     | 1:51,185      | +11,978   | 14       |
| 15.  | LMP2      | #27 SMP Racing                | 1:51,427      | +12,220   | 15       |
| 16.  | LMP2      | #37 SMP Racing                | 1:51,475      | +12,268   | 16       |
| 17.  | LMGTE Pro | #97 Aston Martin Racing       | 1:56,953      | +18,746   | 17       |
| 18.  | LMGTE Pro | #95 Aston Martin Racing       | 1:57,081      | +17,874   | 18       |
| 19.  | LMGTE Pro | #51 AF Corse                  | 1:57,380      | +18,173   | 19       |
| 20.  | LMGTE Pro | #67 Ford Chip Ganassi Team UK | 1:57,891      | +18,684   | 20       |
| 21.  | LMGTE Pro | #71 AF Corse                  | 1:58,201      | +18,994   | 21       |
| 22.  | LMGTE Pro | #66 Ford Chip Ganassi Team UK | 1:58,504      | +19,297   | 22       |
| 23.  | LMGTE Pro | #77 Dempsey-Proton Racing     | 1:58,882      | +19,675   | 23       |
| 24.  | LMGTE-Am  | #98 Aston Martin Racing       | 1:59,879      | +20,672   | 24       |
| 25.  | LMGTE Am  | #83 AF Corse                  | 2:00,227      | +21,020   | 25       |
| 26.  | LMGTE Am  | #50 Larbre Compétition        | 2:00,938      | +21,731   | 26       |
| 27.  | LMGTE Am  | #86 Gulf Racing               | 2:02,112      | +22,905   | 27       |
| 28.  | LMGTE Am  | #78 KCMG                      | 2:39,576      | +1:00,369 | 28       |
| 29.  | LMP1      | #4 ByKolles Racing            | idő nélkül    |           | 29       |
| 30.  | LMGTE Am  | #88 Abu Dhabi-Proton Racing   | idő nélkül    |           | 30       |
| 31.  | LMP2      | #26 G-Drive Racing            | idő nélkül[a] |           | 31       |

Megjegyzés:
- ↑ a:  A #26-os G-Drive Racing összes mért körét technikai szabálytalanság miatt törölték.

## Verseny
A résztvevőknek legalább a versenytáv 70%-át (141 kört) teljesíteniük kellett ahhoz, hogy az elért eredményüket értékeljék. A kategóriák leggyorsabb versenyzői vastaggal vannak kiemelve.
| Helyezés | Kategória | #  | Csapat                    | Versenyzők                                             | Kasztni                        | Gumi | Kör | Idő/Hátrány/Kiesés |
| Helyezés | Kategória | #  | Csapat                    | Versenyzők                                             | Motor                          | Gumi | Kör | Idő/Hátrány/Kiesés |
| -------- | --------- | -- | ------------------------- | ------------------------------------------------------ | ------------------------------ | ---- | --- | ------------------ |
| 1.       | LMP1      | 8  | Audi Sport Team Joest     | Loïc Duval Lucas di Grassi Oliver Jarvis               | Audi R18                       | M    | 201 | 6:00:12,387        |
| 1.       | LMP1      | 8  | Audi Sport Team Joest     | Loïc Duval Lucas di Grassi Oliver Jarvis               | Audi TDI 4.0 L Turbo Diesel V6 | M    | 201 | 6:00:12,387        |
| 2.       | LMP1      | 7  | Audi Sport Team Joest     | André Lotterer Marcel Fässler Benoît Tréluyer          | Audi R18                       | M    | 201 | +16,419            |
| 2.       | LMP1      | 7  | Audi Sport Team Joest     | André Lotterer Marcel Fässler Benoît Tréluyer          | Audi TDI 4.0 L Turbo Diesel V6 | M    | 201 | +16,419            |
| 3.       | LMP1      | 1  | Porsche Team              | Timo Bernhard Brendon Hartley Mark Webber              | Porsche 919 Hybrid             | M    | 201 | +1:17,001          |
| 3.       | LMP1      | 1  | Porsche Team              | Timo Bernhard Brendon Hartley Mark Webber              | Porsche 2.0 L Turbo V4         | M    | 201 | +1:17,001          |
| 4.       | LMP1      | 5  | Toyota Gazoo Racing       | Sébastien Buemi Nakadzsima Kazuki Anthony Davidson     | Toyota TS050 Hybrid            | M    | 200 | +1 kör             |
| 4.       | LMP1      | 5  | Toyota Gazoo Racing       | Sébastien Buemi Nakadzsima Kazuki Anthony Davidson     | Toyota 2.4 L Turbo V6          | M    | 200 | +1 kör             |
| 5.       | LMP1      | 6  | Toyota Gazoo Racing       | Stéphane Sarrazin Mike Conway Kobajasi Kamui           | Toyota TS050 Hybrid            | M    | 200 | +1 kör             |
| 5.       | LMP1      | 6  | Toyota Gazoo Racing       | Stéphane Sarrazin Mike Conway Kobajasi Kamui           | Toyota 2.4 L Turbo V6          | M    | 200 | +1 kör             |
| 6.       | LMP1      | 2  | Porsche Team              | Marc Lieb Romain Dumas Neel Jani                       | Porsche 919 Hybrid             | M    | 198 | +3 kör             |
| 6.       | LMP1      | 2  | Porsche Team              | Marc Lieb Romain Dumas Neel Jani                       | Porsche 2.0 L Turbo V4         | M    | 198 | +3 kör             |
| 7.       | LMP1      | 13 | Rebellion Racing          | Dominik Kraihamer Alexandre Imperatori Mathéo Tuscher  | Rebellion R-One                | D    | 191 | +10 kör            |
| 7.       | LMP1      | 13 | Rebellion Racing          | Dominik Kraihamer Alexandre Imperatori Mathéo Tuscher  | AER P60 2.4 L Turbo V6         | D    | 191 | +10 kör            |
| 8.       | LMP1      | 4  | ByKolles Racing Team      | Simon Trummer Oliver Webb Pierre Kaffer                | CLM P1/01                      | D    | 187 | +14 kör            |
| 8.       | LMP1      | 4  | ByKolles Racing Team      | Simon Trummer Oliver Webb Pierre Kaffer                | AER P60 2.4 L Turbo V6         | D    | 187 | +14 kör            |
| 9.       | LMP2      | 26 | G-Drive Racing            | Roman Ruszinov Alex Brundle René Rast                  | Oreca 05                       | D    | 184 | +17 kör            |
| 9.       | LMP2      | 26 | G-Drive Racing            | Roman Ruszinov Alex Brundle René Rast                  | Nissan VK45DE 4.5 L V8         | D    | 184 | +17 kör            |
| 10.      | LMP2      | 43 | RGR Sport by Morand       | Ricardo González Filipe Albuquerque Bruno Senna        | Ligier JS P2                   | D    | 184 | +17 kör            |
| 10.      | LMP2      | 43 | RGR Sport by Morand       | Ricardo González Filipe Albuquerque Bruno Senna        | Nissan VK45DE 4.5 L V8         | D    | 184 | +17 kör            |
| 11.      | LMP2      | 36 | Signatech Alpine          | Nicolas Lapierre Gustavo Menezes Stéphane Richelmi     | Alpine A460                    | D    | 183 | +18 kör            |
| 11.      | LMP2      | 36 | Signatech Alpine          | Nicolas Lapierre Gustavo Menezes Stéphane Richelmi     | Nissan VK45DE 4.5 L V8         | D    | 183 | +18 kör            |
| 12.      | LMP2      | 31 | Extreme Speed Motorsports | Ryan Dalziel Chris Cumming Pipo Derani                 | Ligier JS P2                   | D    | 183 | +18 kör            |
| 12.      | LMP2      | 31 | Extreme Speed Motorsports | Ryan Dalziel Chris Cumming Pipo Derani                 | Nissan VK45DE 4.5 L V8         | D    | 183 | +18 kör            |
| 13.      | LMP2      | 30 | Extreme Speed Motorsports | Sean Gelael Tom Dillmann Giedo van der Garde           | Ligier JS P2                   | D    | 183 | +18 kör            |
| 13.      | LMP2      | 30 | Extreme Speed Motorsports | Sean Gelael Tom Dillmann Giedo van der Garde           | Nissan VK45DE 4.5 L V8         | D    | 183 | +18 kör            |
| 14.      | LMP2      | 35 | Baxi DC Racing Alpine     | David Cheng Ho-Pin Tung Paul-Loup Chatin               | Alpine A460                    | D    | 182 | +19 kör            |
| 14.      | LMP2      | 35 | Baxi DC Racing Alpine     | David Cheng Ho-Pin Tung Paul-Loup Chatin               | Nissan VK45DE 4.5 L V8         | D    | 182 | +19 kör            |
| 15.      | LMP2      | 45 | Manor                     | Roberto González Julien Canal Roberto Merhi            | Oreca 05                       | D    | 182 | +19 kör            |
| 15.      | LMP2      | 45 | Manor                     | Roberto González Julien Canal Roberto Merhi            | Nissan VK45DE 4.5 L V8         | D    | 182 | +19 kör            |
| 16.      | LMP2      | 37 | SMP Racing                | Vitalij Petrov Viktor Saitar Kirill Ladigin            | BR Engineering BR01            | D    | 179 | +22 kör            |
| 16.      | LMP2      | 37 | SMP Racing                | Vitalij Petrov Viktor Saitar Kirill Ladigin            | Nissan VK45DE 4.5 L V8         | D    | 179 | +22 kör            |
| 17.      | LMP2      | 27 | SMP Racing                | Nicolas Minassian Maurizio Mediani Mihail Aljosin      | BR Engineering BR01            | D    | 176 | +25 kör            |
| 17.      | LMP2      | 27 | SMP Racing                | Nicolas Minassian Maurizio Mediani Mihail Aljosin      | Nissan VK45DE 4.5 L V8         | D    | 176 | +25 kör            |
| 18.      | LMP2      | 44 | Manor                     | Matt Rao Richard Bradley Alex Lynn                     | Oreca 05                       | D    | 175 | +26 kör            |
| 18.      | LMP2      | 44 | Manor                     | Matt Rao Richard Bradley Alex Lynn                     | Nissan VK45DE 4.5 L V8         | D    | 175 | +26 kör            |
| 19.      | LMGTE Pro | 95 | Aston Martin Racing       | Nicki Thiim Marco Sørensen                             | Aston Martin V8 Vantage GTE    | D    | 174 | +27 kör            |
| 19.      | LMGTE Pro | 95 | Aston Martin Racing       | Nicki Thiim Marco Sørensen                             | Aston Martin 4.5 L V8          | D    | 174 | +27 kör            |
| 20.      | LMGTE Pro | 51 | AF Corse                  | Gianmaria Bruni James Calado                           | Ferrari 488 GTE                | M    | 174 | +27 kör            |
| 20.      | LMGTE Pro | 51 | AF Corse                  | Gianmaria Bruni James Calado                           | Ferrari F154CB 3.9 L Turbo V8  | M    | 174 | +27 kör            |
| 21.      | LMGTE Pro | 71 | AF Corse                  | Davide Rigon Sam Bird                                  | Ferrari 488 GTE                | M    | 173 | +28 kör            |
| 21.      | LMGTE Pro | 71 | AF Corse                  | Davide Rigon Sam Bird                                  | Ferrari F154CB 3.9 L Turbo V8  | M    | 173 | +28 kör            |
| 22.      | LMGTE Pro | 67 | Ford Chip Ganassi Team UK | Andy Priaulx Harry Tincknell                           | Ford GT                        | M    | 173 | +28 kör            |
| 22.      | LMGTE Pro | 67 | Ford Chip Ganassi Team UK | Andy Priaulx Harry Tincknell                           | Ford EcoBoost 3.5 L Turbo V6   | M    | 173 | +28 kör            |
| 23.      | LMGTE Pro | 97 | Aston Martin Racing       | Darren Turner Jonathan Adam                            | Aston Martin V8 Vantage GTE    | D    | 173 | +28 kör            |
| 23.      | LMGTE Pro | 97 | Aston Martin Racing       | Darren Turner Jonathan Adam                            | Aston Martin 4.5 L V8          | D    | 173 | +28 kör            |
| 24.      | LMGTE Pro | 66 | Ford Chip Ganassi Team UK | Olivier Pla Stefan Mücke                               | Ford GT                        | M    | 172 | +29 kör            |
| 24.      | LMGTE Pro | 66 | Ford Chip Ganassi Team UK | Olivier Pla Stefan Mücke                               | Ford EcoBoost 3.5 L Turbo V6   | M    | 172 | +29 kör            |
| 25.      | LMGTE Pro | 77 | Dempsey-Proton Racing     | Richard Lietz Michael Christensen                      | Porsche 911 RSR                | M    | 172 | +29 kör            |
| 25.      | LMGTE Pro | 77 | Dempsey-Proton Racing     | Richard Lietz Michael Christensen                      | Porsche 4.0 L Flat-6           | M    | 172 | +29 kör            |
| 26.      | LMGTE Am  | 88 | Abu Dhabi-Proton Racing   | Háled al-Kúbáisi Patrick Long David Heinemeier Hansson | Porsche 911 RSR                | M    | 171 | +30 kör            |
| 26.      | LMGTE Am  | 88 | Abu Dhabi-Proton Racing   | Háled al-Kúbáisi Patrick Long David Heinemeier Hansson | Porsche 4.0 L Flat-6           | M    | 171 | +30 kör            |
| 27.      | LMGTE Am  | 78 | KCMG                      | Christian Ried Wolf Henzler Joël Camathias             | Porsche 911 RSR                | M    | 170 | +31 kör            |
| 27.      | LMGTE Am  | 78 | KCMG                      | Christian Ried Wolf Henzler Joël Camathias             | Porsche 4.0 L Flat-6           | M    | 170 | +31 kör            |
| 28.      | LMGTE Am  | 83 | AF Corse                  | François Perrodo Emmanuel Collard Rui Águas            | Ferrari 458 Italia GT2         | M    | 169 | +32 kör            |
| 28.      | LMGTE Am  | 83 | AF Corse                  | François Perrodo Emmanuel Collard Rui Águas            | Ferrari 4.5 L V8               | M    | 169 | +32 kör            |
| 29.      | LMGTE Am  | 86 | Gulf Racing               | Michael Wainwright Adam Carroll Ben Barker             | Porsche 911 RSR                | M    | 168 | +33 kör            |
| 29.      | LMGTE Am  | 86 | Gulf Racing               | Michael Wainwright Adam Carroll Ben Barker             | Porsche 4.0 L Flat-6           | M    | 168 | +33 kör            |
| 30.      | LMGTE Am  | 50 | Larbre Compétition        | Romain Brandela Pierre Ragues Ricky Taylor             | Chevrolet Corvette C7.R        | M    | 164 | +37 kör            |
| 30.      | LMGTE Am  | 50 | Larbre Compétition        | Romain Brandela Pierre Ragues Ricky Taylor             | Chevrolet LT5.5 5.5 L V8       | M    | 164 | +37 kör            |
| Ki       | LMGTE Am  | 98 | Aston Martin Racing       | Paul Dalla Lana Pedro Lamy Mathias Lauda               | Aston Martin V8 Vantage GTE    | M    | 84  |                    |
| Ki       | LMGTE Am  | 98 | Aston Martin Racing       | Paul Dalla Lana Pedro Lamy Mathias Lauda               | Aston Martin 4.5 L V8          | M    | 84  |                    |

## A világbajnokság végeredménye
LMP1 (Teljes táblázat)
| H  | Versenyzők                                   | Pont  | H  | Konstruktőrök | Pont |
| -- | -------------------------------------------- | ----- | -- | ------------- | ---- |
| 1. | Marc Lieb Romain Dumas Neel Jani             | 160   | 1. | Porsche       | 324  |
| 2. | Loïc Duval Lucas di Grassi Oliver Jarvis     | 147,5 | 2. | Audi          | 266  |
| 3. | Stéphane Sarrazin Mike Conway Kobajasi Kamui | 145   | 3. | Toyota        | 229  |
| 4. | Timo Bernhard Brendon Hartley Mark Webber    | 134,5 |    |               |      |
| 5. | André Lotterer Marcel Fässler                | 104   |    |               |      |

GT (Teljes táblázat)
| H  | Versenyzők                   | Pont  | H  | Konstruktőrök | Pont  |
| -- | ---------------------------- | ----- | -- | ------------- | ----- |
| 1. | Nicki Thiim Marco Sørensen   | 156   | 1. | Ferrari       | 294   |
| 2. | Davide Rigon Sam Bird        | 134   | 2. | Aston Martin  | 287   |
| 3. | Gianmaria Bruni James Calado | 128   | 3. | Ford          | 241,5 |
| 4. | Olivier Pla Stefan Mücke     | 118   | 4. | Porsche       | 123   |
| 5. | Andy Priaulx Harry Tincknell | 117,5 |    |               |       |

LMP2 (Teljes táblázat)
| H  | Versenyzők                                         | Pont | H  | Konstruktőrök                 | Pont |
| -- | -------------------------------------------------- | ---- | -- | ----------------------------- | ---- |
| 1. | Nicolas Lapierre Gustavo Menezes Stéphane Richelmi | 199  | 1. | Signatech Alpine              | 199  |
| 2. | Ricardo González Filipe Albuquerque Bruno Senna    | 166  | 2. | RGR Sport by Morand           | 169  |
| 3. | Roman Ruszinov                                     | 162  | 3. | G-Drive Racing                | 164  |
| 4. | Ryan Dalziel Chris Cumming Pipo Derani             | 116  | 4. | #31 Extreme Speed Motorsports | 118  |
| 5. | René Rast                                          | 111  | 5. | #30 Extreme Speed Motorsports | 76   |

LMGTE Am (Teljes táblázat)
| H  | Versenyzők                                             | Pont | H  | Konstruktőrök           | Pont |
| -- | ------------------------------------------------------ | ---- | -- | ----------------------- | ---- |
| 1. | François Perrodo Emmanuel Collard Rui Águas            | 188  | 1. | AF Corse                | 188  |
| 2. | Háled al-Kúbáisi Patrick Long David Heinemeier Hansson | 151  | 2. | Abu Dhabi-Proton Racing | 151  |
| 3. | Paul Dalla Lana Pedro Lamy Mathias Lauda               | 149  | 3. | Aston Martin Racing     | 149  |
| 4. | Patrick Long                                           | 130  | 4. | KCMG                    | 124  |
| 5. | Christian Ried Wolf Henzler Joël Camathias             | 121  | 5. | Larbre Compétition      | 112  |